# Ral·li Liepāja de 2017
El Ral·li Liepāja de 2017, oficialment (5. Ral·li Liepāja), va ser la cinquena edició i l'octava i última ronda de la temporada 2017 del Campionat d'Europa de Ral·lis. Va ser celebrat del 6 al 8 d'octubre i va comptar amb un itinerari de tretze trams sobre terra que sumarón un total de 157,28 km cronometrats.
El guanyador de la prova va ser el rus Nikolai Griazin que va faturar la seva primera victòria en el campionat i en la temporada. Va ser acompanyat en el podi pel finès, Kalle Rovanperä i pel polonès Lukasz Habaj.
En aquest ral·li es van trencar diversos rècords a nivell europeu: El pilot rus Nikolai Griazin es va convertir en guanyador més jove en la història del campionat, guanyant amb 20 anys, 0 mesos i 1 dia, Mentre que Kalle Rovanperä per la seva part es va convertir en el pilot més jove a pujar al podi, a guanyar un tram i a anotar punts, tot això amb 17 anys, 0 mesos i 7 dies.

## Itinerari
| Dia                   | Tram | Nom                                          | Distància | Guanyador de l'etapa | Automòbil       | Temps   | Líder de la general |
| --------------------- | ---- | -------------------------------------------- | --------- | -------------------- | --------------- | ------- | ------------------- |
| Dia 1(7 d'octubre)    | SS1  | Optibet 1 (Kazdanga)                         | 11.49 km  | Nikolai Griazin      | Škoda Fabia R5  | 5.36.2  | Nikolai Griazin     |
| Dia 1(7 d'octubre)    | SS2  | LDZ Càrrec 1 (Laidi)                         | 14.90 km  | Aleksei Lukianiuk    | Ford Festa R5   | 6.53.5  | Aleksei Lukianiuk   |
| Dia 1(7 d'octubre)    | SS3  | Ramirent                                     | 14.49 km  | Aleksei Lukianiuk    | Ford Festa R5   | 6.47.2  | Aleksei Lukianiuk   |
| Dia 1(7 d'octubre)    | SS4  | Optibet 2 (Kazdanga)                         | 11.49 km  | Nikolai Griazin      | Škoda Fabia R5  | 5.35.0  | Aleksei Lukianiuk   |
| Dia 1(7 d'octubre)    | SS5  | LDZ Càrrec 2 (Laidi)                         | 13.50 km  | Nikolai Griazin      | Škoda Fabia R5  | 6.21.8  | Nikolai Griazin     |
| Dia 1(7 d'octubre)    | SS6  | Liepāja City Stage 1                         | 1.69 km   | Nikolai Griazin      | Škoda Fabia R5  | 1.28.3  | Nikolai Griazin     |
| Dia 1(7 d'octubre)    | SS7  | Liepāja City Stage 2                         | 1.69 km   | Pepe López           | Peugeot 208 T16 | 1.28.7  | Nikolai Griazin     |
| Dia 2(8 d'octubre)    | SS8  | Castrol EDGE Supercar 1 (Priekule)           | 21.59 km  | Kalle Rovanperä      | Ford Festa R5   | 11.29.5 | Nikolai Griazin     |
| Dia 2(8 d'octubre)    | SS9  | Cànon Biznesa Centrs-IB serviss 1 (Podnieki) | 6.44 km   | Kalle Rovanperä      | Ford Festa R5   | 3.04.6  | Nikolai Griazin     |
| Dia 2(8 d'octubre)    | SS10 | Neste 1 (Vecpils)                            | 15.07 km  | Nikolai Griazin      | Škoda Fabia R5  | 6.56.8  | Nikolai Griazin     |
| Dia 2(8 d'octubre)    | SS11 | Castrol EDGE Supercar 2 (Priekule)           | 18.53 km  | Kajetan Kajetanowicz | Ford Festa R5   | 9.59.6  | Nikolai Griazin     |
| Dia 2(8 d'octubre)    | SS12 | Cànon Biznesa Centrs-IB serviss 2 (Podnieki) | 11.33 km  | Nikolai Griazin      | Škoda Fabia R5  | 6.21.7  | Nikolai Griazin     |
| Dia 2(8 d'octubre)    | SS13 | Neste 2 (Vecpils)                            | 15.07 km  | Kalle Rovanperä      | Ford Festa R5   | 7.00.9  | Nikolai Griazin     |
| Font:ewrc-results.com |      |                                              |           |                      |                 |         |                     |

## Classificació final
| Post.                  | Pilot                    | Copilot              | Automòbil                | Equip                      | Temps     | Punts |
| ---------------------- | ------------------------ | -------------------- | ------------------------ | -------------------------- | --------- | ----- |
| 1                      | Nikolai Griazin          | Yaroslav Fedorov     | Škoda Fabia R5           | Sports Racing Technologies | 1.19:22.1 | 25+14 |
| 2                      | Kalle Rovanperä          | Jonne Halttunen      | Ford Festa R5            | Kalle Rovanperä            | +18.5     | 18+8  |
| 3                      | Łukasz Habaj             | Daniel Dymurski      | Ford Festa R5            | Rallytechnology            | +2.52.8   | 15+8  |
| 4                      | José Antonio Suárez      | Cándido Carrera      | Peugeot 208 T16          | Peugeot Rally Academy      | +3.00.9   | 12+7  |
| 5                      | Alberto de Thurn y Taxis | Bjorn Degandt        | Škoda Fabia R5           | Alberto de Thurn y Taxis   | +5.32.3   | 10+2  |
| 6                      | Reinis Nitišs            | Maris Neikšans       | Mitsubishi Lancer Evo IX | Neiksans Rally Sport       | +6.15.1   | 8+1   |
| 7                      | Linas Vaškys             | Laurynas Paškevičius | Mitsubishi Lancer Evo IX | Linas Vaškys               | +8.17.9   | 6     |
| 8                      | Tom Kristensson          | Henrik Appelskog     | Opel Adam R2             | Tom Kristensson            | +8.22.7   | 4     |
| 9                      | Tibor Érdi Jr            | György Papp          | Mitsubishi Lancer Evo X  | Tibor Érdi Jr              | +8.30.5   | 2     |
| 10                     | Chris Ingram             | Ross Whittock        | Opel Adam R2             | Opel Rallye Junior Team    | +8.55.3   | 1     |
| Font: ewrc-results.com |                          |                      |                          |                            |           |       |